# アルバート・レイノルズ
アルバート・レイノルズ（Albert Reynolds、1932年11月3日 - 2014年8月21日）は、アイルランドの政治家。1992年から1994年まで首相を務めた。